# Mikael Norberg
Mikael Norberg (20 de octubre de 1966) es un deportista sueco que compitió en curling. Ganó dos medallas en el Campeonato Europeo de Curling, en los años 1992 y 2006.

## Palmarés internacional
| Campeonato Europeo | Campeonato Europeo  | Campeonato Europeo | Campeonato Europeo |
| Año                | Lugar               | Medalla            | Prueba             |
| ------------------ | ------------------- | ------------------ | ------------------ |
| 1992               | Perth (Reino Unido) | Medalla de plata   | Equipo             |
| 2006               | Basilea (Suiza)     | Medalla de bronce  | Equipo             |